# Petre Popescu-Peppo
Petre Popescu (n. 1900 - d.( 1984)?), cunoscut mai mult ca Petre Popescu-Peppo, a fost un compozitor și textier român. Este cunoscut pentru celebrul șlagăr în stil popular „Căsuța noastră”.
Începe să studieze Dreptul, fără a-l termina însă, continuându-și apoi studiile la Conservator, din dorința de a-și putea pune pe note propriile versuri. Nu absolvă nici Conservatorul, în schimb reușește să își pună o parte din creații pe portativ.
În anul 1959 este investigat și arestat politic în sediul securității din cartierul Uranus și închis apoi la Jilava.

## Compoziții
| Titlul piesei                 | Forma muzicală | Textier          | Anul apariției | Interpretări                                                                         |
| ----------------------------- | -------------- | ---------------- | -------------- | ------------------------------------------------------------------------------------ |
| Căsuța noastră                | stil popular   | P. Popescu-Peppo | 1936           | Jean Marcu, Petre Alexandru, Petre Stamate, Dorel Livianu, Titi Botez, Gică Petrescu |
| Costică, Costică              | stil popular   | P. Popescu-Peppo | 1937           | Dorel Livianu, Gică Petrescu                                                         |
| Trei garafe, trei ulcele      | stil popular   | P. Popescu-Peppo | 1937           | Raul Ionescu, Ion Luican                                                             |
| Mărăcine, mărăcine            | stil popular   | P. Popescu-Peppo | 1937           | Raul Ionescu                                                                         |
| La portița cu zorele          | stil popular   | P. Popescu-Peppo | 1937           | Petre Alexandru, Petre Stamate, Dorel Livianu                                        |
| Crâșmăriță din Buzău          | stil popular   | P. Popescu-Peppo | 1937           | Silvian Florin, Petre Alexandru, Dorel Livianu                                       |
| Garofița                      | stil popular   | P. Popescu-Peppo | 1937           | Silvian Florin                                                                       |
| Tudorică din Buzău            | stil popular   | P. Popescu-Peppo | 1937           | Silvian Florin, Mia Braia                                                            |
| Puico nu te supăra            | stil popular   | P. Popescu-Peppo | 1937           | Dorel Livianu                                                                        |
| Nae, Nae                      | stil popular   | P. Popescu-Peppo | 1937           | Dorel Livianu                                                                        |
| Noapte bună Marioară          | stil popular   | P. Popescu-Peppo | 1937           | Dorel Livianu                                                                        |
| Sultănica                     | stil popular   | S. Corfescu      | 1937           | Ion Luican, Petre Stamate, Dorel Livianu                                             |
| Ochii albaștrii, ochii negrii | stil popular   | P. Popescu-Peppo | 1937           | Dorel Livianu                                                                        |
| Vecinico, vecinico            | stil popular   | P. Popescu-Peppo | 1937           | Ion Luican, Dorel Livianu                                                            |
| Sărăcie, sărăcie              | stil popular   | P. Popescu-Peppo | 1937           | Dorel Livianu                                                                        |
| Dacă-mi dai fetițo inimioara  | stil popular   | P. Popescu-Peppo | 1937           | Dorel Livianu                                                                        |
| Luate-ar naiba, dragoste      | stil popular   | Vasile Julea     | 1938           | Ion Luican                                                                           |
| Vasilică din Craiova          | stil popular   | P. Popescu-Peppo | 1938           | Dorel Livianu                                                                        |
| Să-ți spun o vorbă la ureche  | stil popular   | P. Popescu-Peppo | 1938           | Dorel Livianu                                                                        |
| La fereastra cu zorele        | romanță        | P. Popescu-Peppo | indisp.        | Alexandru Grozuță, Ioana Radu                                                        |
| Se scuturau toți trandafirii  | romanță        | P. Popescu-Peppo | indisp.        | Ion Luican                                                                           |